# Torpede (pel·lícula de 1958)
|  | Aquest article tracta sobre Torpede (pel·lícula de 1958). Vegeu-ne altres significats a «Torpede (pel·lícula de 1970)». |

Torpede (en anglès original, Run Silent, Run Deep) és una pel·lícula bèl·lica de 1958 dirigida per Robert Wise. És protagonitzada per Clark Gable i Burt Lancaster, i també compta amb Jack Warden i el debut de Don Rickles. Està basada en la novel·la homònima d'Edward L. Beach, Jr.
United Artists va plantejar la pel·lícula com una combinació de l'obsessió del capità Ahab present a Moby Dick i la rivalitat que apareix a Motí del Bounty. Es va estrenar en català per TV3 el 20 de març de 1999.

## Argument
Durant la Segona Guerra Mundial, un submarí es troba a la Zona Set, en els estrets de Bungo, una zona propera a les costes japoneses. Després d'enfonsar un petrolier d'un comboi és atacat per un destructor japonès caça submarins, quan l'intenta evadir es produeix una alarma de col·lisió i un torpede el toca i s'enfonsa. Tan sols el seu comandant i alguns homes se salven i són rescatats per un buc amic.
El comandant Richardson, un supervivent que havia liderat aquell submarí enfonsat pels japonesos, es fa càrrec d'un altre submarí classe Gat. El nou submarí es diu Nerka, i ha de dur a terme una altra perillosa missió en les costes japoneses. Richardson sotmet a dures proves de tàctiques d'atac en superfície a la tripulació sense comprendre el perquè de les ortodoxes formes d'atac. Richardson i el seu flamant capità Jim Bledsoe i segon al comandament manté conflictes respecte de les tàctiques i ordres inicials i els desitjos de Richardson d'eliminar el destructor japonès que causà la seva ruïna, fet que els posa en una situació conflictiva.
 

## Repartiment
- Clark Gable com a Comandant P.J. "Rich" Richardson
- Burt Lancaster com a Tinent Jim Bledsoe
- Jack Warden com a Yeoman Primera Classe "Kraut" Mueller
- Brad Dexter com a Ensign Gerald Cartwright
- Don Rickles com a Contramestre 1r Classe Ruby
- Nick Cravat com a Russo
- Joe Maross com a Oficial en Cap Kohler
- Mary LaRoche com a Laura Richardson
- Eddie Foy III com a Larto
- Rudy Bond com a tècnic de sona Cullen